# Rainulfo Flambard
Rainulfo Flambard (1060 circa – 5 settembre 1128) fu vescovo di Durham e fidato consigliere di Guglielmo il Conquistatore e del figlio Guglielmo II d'Inghilterra.

## Al servizio di Guglielmo il Conquistatore
Rainulfo nacque probabilmente attorno al 1060 da un parroco normanno. All'inizio fu accanto a Oddone di Bayeux, ma ben presto lo lasciò per entrare al servizio di Guglielmo il Conquistatore, in mezzo agli altri prelati Rainulfo non passava inosservato per via della sua intelligenza e del suo bell'aspetto. Si dice che il suo cognome derivi dal suo carattere facilmente infiammabile o per la sua potente personalità che tendeva a sovrastare le altre, altri ancora dicono per il suo temperamento crudele, quale che sia la verità Rainulfo si dimostrò un ottimo amministratore finanziario ed aiutò Guglielmo il Conquistatore a redigere il Domesday Book. Prima della morte del re, Rainulfo venne nominato cappellano del vescovo di Londra per il quale lavorò anche come cancelliere senza per questo smettere di servire il re. Quando questi morì nel 1100 Rainulfo dovette scegliere se servire Roberto II di Normandia o Guglielmo II d'Inghilterra e Rainulfo scelse quest'ultimo.

## L'ascesa con Guglielmo il Rosso
Guglielmo II d'Inghilterra confermò Rainulfo custode del sigillo reale, alcune fonti lo indicano anche come il cappellano del nuovo re, ed aumentò le sue già numerose prebende e di queste si dimostrò un amministratore oculato. In qualità di amministratore capo delle finanza Rainulfo si preoccupò di aumentare le casse reali intentando processi a chiunque fosse debitore della corona, laico o chierico che fosse Rainulfo non fece distinzioni. Si occupò anche delle parrocchie e delle sedi vescovili vacanti arrivando ad accumularne una sessantina, questo suo attivismo portò i suoi frutti con la consacrazione a vescovo di Durham avvenuta nel maggio del 1099.
Quando Guglielmo II d'Inghilterra lasciò il regno per andare a combattere in Normandia lasciò il potere nelle mani di Rainulfo che non si limitò a riscuotere passivamente denaro per le tasse, emanò decreti per aumentare le entrate reali ed, avvalendosi del Domesday Book, andò a bussare alle tasche che sapeva più ben fornite.
Rainulfo non si limitò a fare l'esattore, mentre reggeva il potere ordinò la costruzione del primo ponte in pietra della città di Londra e fece costruire un muro attorno alla White Tower nella Torre di Londra (allora di recentissima costruzione essendo stata fondata nel 1078), oltre a finanziare la costruzione di altre chiese sparse nel regno.

## Gli altri due fratelli, Enrico I e Roberto II di Normandia
Quando al trono salì il fratello di Guglielmo II d'Inghilterra con il nome di Enrico I d'Inghilterra per Rainulfo le cose volsero al peggio, il re infatti lo imprigionò alla Torre di Londra con l'accusa di appropriazione indebita. La prigionia durò da agosto 1100 fino all'inverno, il 3 febbraio 1101 infatti il suo custode gli permise di scappare. La fuga fu organizzata da alcuni uomini fidati del re che gli fecero trovare pronta una nave che lo portò dall'uomo che a suo tempo non aveva voluto servire, Roberto II di Normandia. Enrico I d'Inghilterra non lo inseguì, ma lo privò di tutte le sue terre ed il nuovo arcivescovo di York gli tolse la carica di vescovo, mentre l'arcivescovo di Canterbury, contro il quale Rainulfo aveva promosso diverse azioni legali, di cui una risalente proprio al giorno della sua costituzione ad arcivescovo, lo accusò di simonia presso il Papa, che emanò un decreto di colpevolezza contro di lui. Con il dente avvelenato contro il re, Rainulfo spronò il duca ad invadere l'Inghilterra per prendersi il trono. Una volta ottenuto l'assenso, provvide a trovare il denaro, gli uomini ed i mezzi, arrivando anche ad assicurarsi l'acquiescenza di parte della flotta inglese, così che le navi normanne potessero raggiungere la costa sane e salve. Tuttavia il progetto di Rainulfo fallì, i due fratelli deposero le armi e stipularono un accordo (che sarà presto disatteso da Enrico) che rendeva l'uno l'erede dell'altro e Roberto II di Normandia rinunciò così alla corona. Il re provvide anche a perdonare Rainulfo, ma questi scelse di rimanere con il duca per altri cinque anni; la sua scelta non fu sbagliata, questi lo ricompensò con la concessione della ricca diocesi di Lisieux. Nel 1105, senza curarsi della promessa di proteggersi l'un l'altro, Enrico I d'Inghilterra invase la Normandia sconfiggendo il fratello, Rainulfo non perse tempo a tentare di liberare il duca, scegliendo piuttosto di giurare fedeltà al sovrano inglese. La pace fu fatta ed egli ritornò al suo antico vescovado di Durham. Per due anni Rainulfo visse ritirato, il re peraltro aveva già un amministratore con metodi più accettabili dei suoi, finché nel 1108 finì nel mezzo di una disputa fra l'arcivescovo di Canterbury e quello di York. Quest'ultimo si rifiutava di giurare obbedienza all'altro ed Anselmo, arcivescovo di Canterbury, senza quella professione si rifiutava di consacrarlo. In questo modo Thomas, arcivescovo di York, non poteva consacrare vescovi a sua volta. Rainulfo colse la situazione e si offrì di agire in vece di Thomas e di consacrare lui stesso il vescovo di St.Andrews, Anselmo glielo vietò categoricamente e Rainulfo fu costretto ad obbedire.

## La vita a Durham
Rainulfo dedicò gli anni successivi alla chiesa, partecipò al Concilio di Reims indetto da Papa Callisto II nel 1119 e continuò ad occuparsi di opere edilizie. Ultimò la costruzione della cattedrale di Durham, fortificò la città e fece costruire il castello di Norham, sovvenzionò la costruzione di altre chiese e commissionò la costruzione del primo ponte di pietra a Durham, ultimato nel 1120, se la sua morale finanziaria era discutibile l'apporto che portò all'urbanistica di Durham fu grande e duraturo.
Rainulfo attrasse anche dei discepoli e si occupò di loro come anche di altre opere più vicine al suo ruolo, divise la diocesi in arcidiocesi, traslò le reliquie di San Cutberto di Lindisfarne in una nuova tomba (traslazione avvenuta con una grandiosa cerimonia) e divenne amico di un eremita di cui si occupò personalmente.
Rainulfo, come molti altri, non rispettò il voto di celibato, ebbe almeno due figli da una donna inglese ed uno di loro ebbe la diocesi di Lisieux, e si disse che fu destinato lì per permettere al padre di riscuotere la rendita, l'altro figlio andò a servire presso la corte di Enrico I d'Inghilterra come funzionario reale. Quando Rainulfo divenne vescovo concluse per l'amante un buon matrimonio rimanendo in ottimi rapporti con lei e il marito tanto che era spesso ospite da loro, molti dei suoi nipoti, dai suoi figli o dai figli dei suoi fratelli, intrapresero successivamente la carriera ecclesiastica.
Rainulfo morì il 5 settembre 1128, solo tre anni dopo aver subito l'ultima indagine per illeciti finanziari. Negli ultimi anni aveva fatto diverse donazioni non solo ai propri accoliti, ma anche ai poveri e alla sua morte venne seppellito, con la dignità del proprio rango, nella cattedrale di Durham.
Molti dei contemporanei lo videro come un uomo privo di scrupoli ed ambizioso, gli storici moderni sono più teneri e vedono in lui l'amministratore capo del re in materia di giustizia e di finanza.

## Genealogia episcopale
La genealogia episcopale è:
- Arcivescovo Robert di Jumièges
- Vescovo Guglielmo il Normanno
- Arcivescovo Lanfranco di Canterbury
- Arcivescovo Tommaso di York
- Vescovo Rainulfo Flambard